# Basses-terres de la baie d'Hudson

Les Basse-terres de la baie d'Hudson, carte.

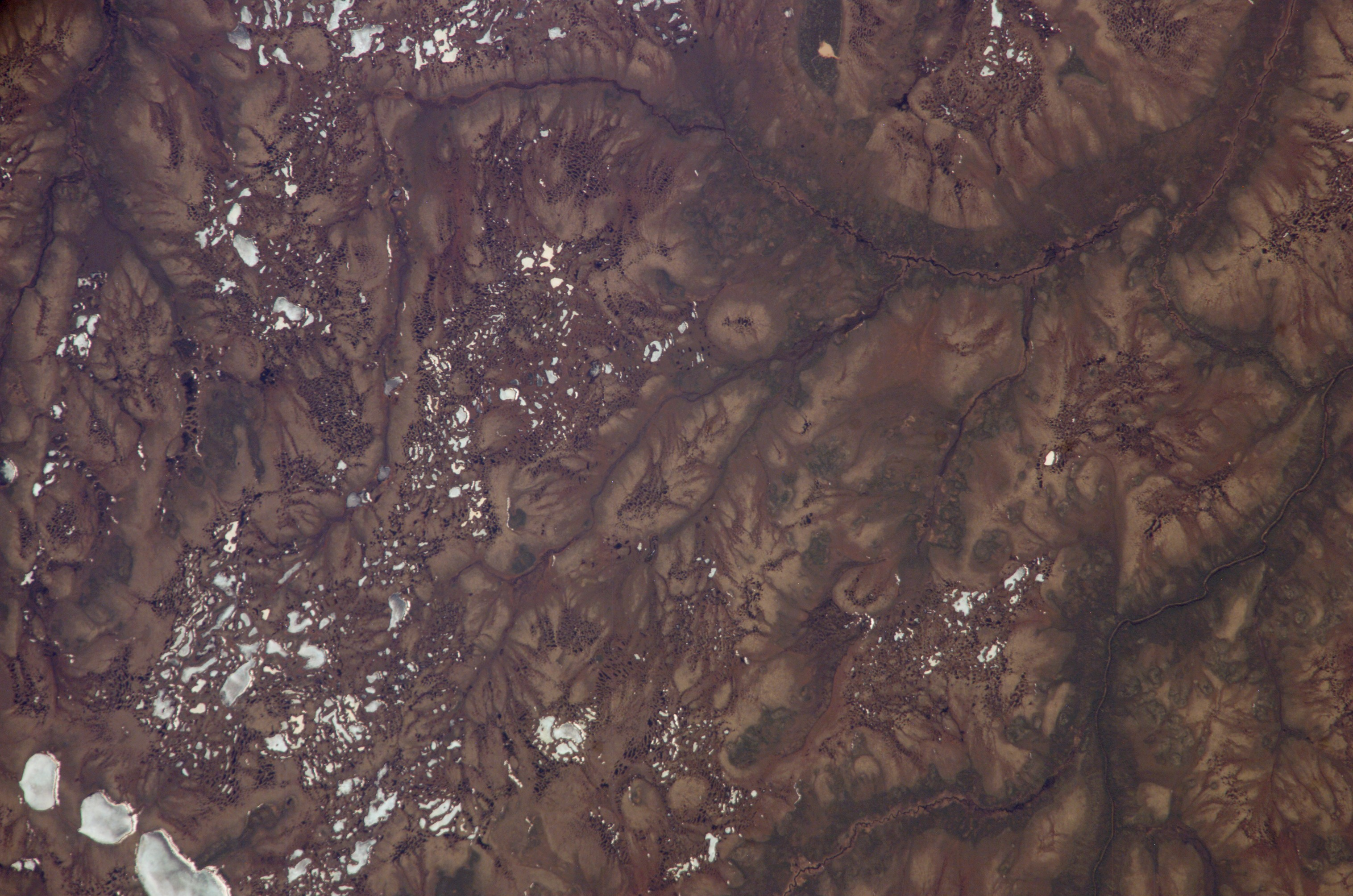
Vue satellitaire.

La zone dite des basses-terres de la baie d'Hudson est une des trois subdivisions de l’écorégion nommée taïga du Sud de la Baie d'Hudson (Canada). Elle couvre une partie du Manitoba et de l’Ontario et fait partie de l’écozone appelée le néarctique.
La Basse terre de la Baie d’Hudson est une région couverte de forêts qui s'étend autour de la rive sud-ouest de la baie d’Hudson et de la baie James. Lors de la dernière période de glaciation, l’eau de la baie d’Hudson recouvrait ces basses terres. 
Les Basses-terres de la Baie d'Hudson constituent une des sept régions physiographiques du Canada.